# Тарко-Сале
Та́рко-Сале́ (неш. Таӆкаӈ' хаӆя, нен. Тарка’ саля) — город (с 23 марта 2004 года) в Ямало-Ненецком автономном округе России, расположенный у начала реки Пур, между слагающими её  притоками Пякупур и Айваседапур, административный центр Пуровского района.

## Этимология
Словосочетание в переводе с неш. таӆкаӈ хаӆя означает «мыс на развилке» или «поселение между рек» (нен. тарка’ саля).

## География
Расположен у слияния рек Пякупур и Айваседапур, на правом берегу реки Пякупур. Местность равнинная. Территория заболочена, имеется множество озёр и речек различной площади и водотока, преобладает зона лесотундры, хвойные леса по акватории рек.

## История
Тарко-Сале был основан в 1932 году как посёлок.
Тарко-Сале, как «временный административный центр в районе среднего течения реки Пур», существует с 7 января 1932 года, когда постановлением ВЦИК был образован Пуровский район в составе Ямало-Ненецкого национального округа.
Первые документальные упоминания о Тарко-Сале приходятся на март 1933 года.
Указом Президиума Верховного Совета РСФСР от 27 июня 1944 года был образован Таркосалинский сельский Совет Пуровского района Ямало-Ненецкого автономного округа.
18 августа 1976 года решением исполкома Тюменского областного Совета депутатов трудящихся № 418 Тарко-Сале присвоен статус рабочего посёлка.
Днём образования администрации посёлка Тарко-Сале является 8 января 1992 года — день назначения Главы администрации посёлка Тарко-Сале.
На основании закона Ямало-Ненецкого автономного округа от 30 марта 2004 года № 16-ЗАО посёлок Тарко-Сале Пуровского района Ямало-Ненецкого автономного округа был отнесён к категории городов районного значения.
Законом Ямало-Ненецкого автономного округа от 20 декабря 2004 года № 113-ЗАО «О наделении статусом, определении административного центра и установлении границ муниципальных образований Пуровского района» город Тарко-Сале Пуровского района наделён статусом городского поселения.
В соответствии с решением Собрания депутатов города Тарко-Сале от 23 июня 2015 года № 216, Администрация муниципального образования город Тарко-Сале была ликвидирована.
С 2004 до 2020 гг. пгт образовывал городское поселение город Тарко-Сале, упразднённое в связи с преобразованием муниципального района в муниципальный округ.
В соответствии с частью 1.1 статьи 3 Устава муниципального образования город Тарко-Сале полномочия местной администрации возлагаются на Администрацию муниципального образования Пуровский район.
В июне 2023 года посёлок Пуровск и село Сывдарма включены в город Тарко-Сале.

## Население
| 1939    | 1959    | 1970    | 1979    | 1989    | 2000    | 2001    | 2002    | 2003    |
| ------- | ------- | ------- | ------- | ------- | ------- | ------- | ------- | ------- |
| 423     | ↗944    | ↗2703   | ↗6216   | ↗17 400 | ↗18 300 | ↗18 600 | ↘18 517 | ↘18 500 |
| 2005    | 2006    | 2007    | 2008    | 2009    | 2010    | 2011    | 2012    | 2013    |
| ↗19 500 | ↗19 800 | ↗20 000 | ↗20 100 | ↘20 083 | ↗20 398 | ↗20 459 | ↗20 697 | ↗20 906 |
| 2014    | 2015    | 2016    | 2017    | 2018    | 2019    | 2020    | 2021    | 2023    |
| ↗21 151 | ↗21 304 | ↗21 448 | ↗21 665 | ↘21 442 | ↗21 583 | ↘21 501 | ↘19 900 | ↗19 932 |

На 1 января 2025 года по численности населения город находился на 611-м месте из 1124 городов Российской Федерации.
Национальный состав
По данным Всероссийской переписи населения 2010 года (имеющие более 1 % от общей численности):
| Национальность | Численность (чел.) | Процентное соотношение |
| Русские        | 12 839             | 53,64                  |
| Украинцы       | 4523               | 22,17%                 |
| Татары         | 1124               | 5,51%                  |
| Ненцы          | 1001               | 4,91%                  |
| Кумыки         | 395                | 1,93%                  |
| Белорусы       | 321                | 1,57%                  |
| Даргинцы       | 255                | 1,25%                  |
| Башкиры        | 251                | 1,23%                  |
| Азербайджанцы  | 246                | 1,21%                  |
| Другие         | 2104               | 10,31%                 |
| Не указали     | 226                | 1,11%                  |
| Всего          | 20 398             | 100,00%                |

## Климат

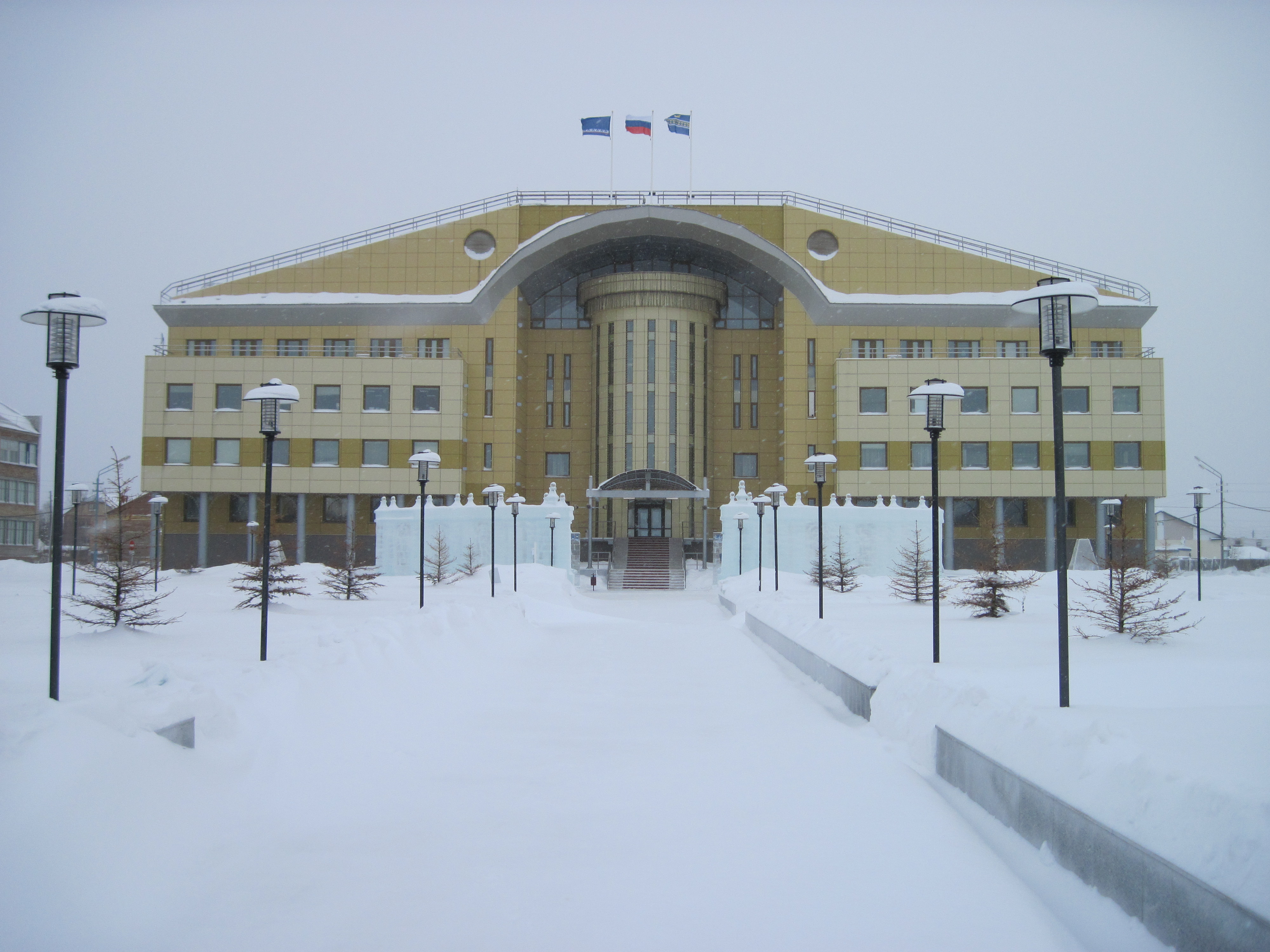
Администрация Пуровского района

Тарко-Сале расположен в зоне резко континентального климата, средняя температура января −25, июля +16,7.
- Среднегодовая температура воздуха — −5,3 °C
- Относительная влажность воздуха — 75,6 %
- Средняя скорость ветра — 3,1 м/с

| Показатель                           | Янв.  | Фев.  | Март  | Апр.  | Май   | Июнь | Июль | Авг. | Сен. | Окт.  | Нояб. | Дек.  | Год   |
| ------------------------------------ | ----- | ----- | ----- | ----- | ----- | ---- | ---- | ---- | ---- | ----- | ----- | ----- | ----- |
| Абсолютный максимум, °C              | 1,6   | 3,4   | 6,8   | 15,1  | 30,0  | 33,4 | 34,5 | 31,6 | 26,3 | 17,5  | 3,9   | 1,7   | 34,5  |
| Средний суточный максимум, °C        | −20   | −17,9 | −9    | −2,6  | 5,0   | 17,0 | 21,6 | 17,1 | 9,4  | −0,8  | −12,5 | −17   | −0,8  |
| Средняя температура, °C              | −24,2 | −22,3 | −14,2 | −7,8  | 0,8   | 12,2 | 16,7 | 12,9 | 6,1  | −3,6  | −16,3 | −21,3 | −5,1  |
| Средний суточный минимум, °C         | −28,4 | −26,8 | −19,4 | −13   | −3,4  | 7,3  | 11,8 | 8,7  | 2,8  | −6,4  | −20,1 | −25,5 | −9,4  |
| Абсолютный минимум, °C               | −54,2 | −49,5 | −46,5 | −41,1 | −25,5 | −7,8 | 1,8  | −3,2 | −7,9 | −32,7 | −45   | −51,9 | −54,2 |
| Норма осадков, мм                    | 27,5  | 24,6  | 27,9  | 33,4  | 38,1  | 55,5 | 65,4 | 75,4 | 52,3 | 57,5  | 39,5  | 35,0  | 532,1 |
| Источник: Погода и климат Тарко-Сале |       |       |       |       |       |      |      |      |      |       |       |       |       |

| Показатель                            | Янв. | Фев.  | Март  | Апр. | Май | Июнь | Июль | Авг. | Сен. | Окт. | Нояб. | Дек.  | Год  |
| ------------------------------------- | ---- | ----- | ----- | ---- | --- | ---- | ---- | ---- | ---- | ---- | ----- | ----- | ---- |
| Средняя температура, °C               | −25  | −22,3 | −14,1 | −8,7 | 1,4 | 11,3 | 16,7 | 12,8 | 5,5  | −3,8 | −16,5 | −22,1 | −5,3 |
| Источник: NASA. База данных RETScreen |      |       |       |      |     |      |      |      |      |      |       |       |      |

## Экономика
Градообразующей отраслью является добыча нефти и газа, переработка газового конденсата.
Основные предприятия:
- ООО «НОВАТЭК-ТАРКОСАЛЕНЕФТЕГАЗ» — нефтегазодобывающая компания
- ЗАО «ТЕРНЕФТЕГАЗ» — зарегистрировано в с. Красноселькуп, офис базируется в г. Тарко-Сале
- ООО «НОВАТЭК-ПУРОВСКИЙ ЗПК» — завод переработки деэтанизированного газового конденсата, расположен в Пуровском районе
- ООО «НОВАТЭК-ЭНЕРГО» — производство электроэнергии на объектах ПАО «НОВАТЭК»
- ПАО «НОВАТЭК» зарегистрировано в Тарко-Сале, базируется в г. Москва
- ООО «Нова Энергетические Услуги» — буровая компания, филиал АО «Инвестгеосервис»
- ОАО «Т С НГРЭИС» — «Таркосалинская нефтегазоразведочная экспедиция по испытанию скважин» оказывает услуги по испытанию геологоразведочных и нефтегазодобывающих скважин; капитальному ремонту и пробной эксплуатации скважин.
- ООО «Пуровская компания общественного питания и торговли-Пурнефтегазгеология» — услуги корпоративного питания, кейтеринга, уборки помещений, эксплуатация вахтово-жилых комплексов на территории Ямало-Ненецкого автономного округа.

## Радиовещание
- 100,2 FM — Радио Рекорд
- 100,6 FM — Радио России
- 102,0 FM — Европа Плюс
- 102,4 FM — Радио России / ГТРК Ямал
- 103,4 FM — DFM / Радио Луч
- 104,2 FM — Авторадио
- 105,4 FM — Русское радио
- 105,8 FM — Радио Шоколад
- 106,3 FM — Юмор FM
- 107,4 FM — Вести ФМ

## Транспорт
Город имеет железнодорожную станцию, расположенную в близлежащем посёлке Пуровск, а также собственный аэропорт. Расположен в пределах доступности от автомобильной дороги регионального значения «Сургут — Салехард». Авиатранспортное сообщение обеспечено с Салехардом, Тюменью, а также с сёлами Красноселькуп, Халясавэй и Толька.
1 сентября 2013 года открыто движение по новому автомобильному мосту через реку Пякупур, соединившему посёлок Пуровск и город Тарко-Сале круглогодичным сообщением. Мост вместо плановых тридцати шести месяцев был построен за один год и пять месяцев.

## Образование
В городе имеется профессиональный колледж № 1.
В городе 4 общеобразовательных учреждения, в том числе школа-интернат, 7 детских дошкольных образовательных учреждений.
Детская школа искусств им. И. О. Дунаевского.
МБОУ ДО «Центр естественных наук», МБОУ ДО «Дом детского творчества», МАОУ ДО «Межшкольный учебный комбинат», МБОУ ДО ЦЭВ «Сударушка».
СДЮШОР «Авангард», ДЮСШ «Виктория», ДЮСШ «Десантник».